# کوفو، توتوری
کوفو، توتوری (به لاتین: Kōfu, Tottori) یک منطقهٔ مسکونی در ژاپن است که در Hino District واقع شده‌است. کوفو ۱۲۴٫۵۲ کیلومترمربع مساحت و ۲٬۹۷۴ نفر جمعیت دارد.